# Natalie Darwitz
Natalie Darwitz, född den 13 oktober 1983 i Saint Paul, Minnesota, är en amerikansk före detta ishockeyspelare.
Hon tog OS-brons i damernas ishockeyturnering i samband med de olympiska ishockeytävlingarna 2006 i Turin.
Darwitz är general manager för Minnesota PWHL team i den i september 2023 nykonstruerade Professional Women's Hockey League.